# Jessica Harp
Jessica Leigh Harp (ur. 3 lutego 1982 w Kansas City w stanie Missouri) – amerykańska piosenkarka country. Obecnie mieszka w Nashville, w stanie Tennessee.

## Życiorys
Jessica razem z siostrą Annie dorastała pod opieką rodziców. W wieku 3 lat zaśpiewała pierwszą piosenkę, a w wieku 8 lat napisała swój pierwszy tekst piosenki. Nauczyła się grać na gitarze, gdy miała 13 lat. W 2002 raku nagrała swój pierwszy solowy album Preface. Jej rodzina ciągle mieszka w Kansas City.

## The Wreckers
Razem z przyjaciółką Michelle Branch założyły zespół The Wreckers, po czym nagrały singel „The Good Kind” na potrzeby serialu One Tree Hill (po polsku: Pogoda na miłość). W maju 2006 roku wydały razem płytę Stand Still, Look Pretty, którą wypromował ich pierwszy singel „Leave The Pieces”. W grudniu 2006 roku zostały nominowane do nagrody Grammy w kategorii Najlepszy Duet lub zespół Country za utwór „Leave The Pieces”. W październiku 2007 wokalistki postanowiły opuścić zespół i poświęcić się karierze solowej.

## A Woman Needs
Zaraz po rozpadzie zespołu Jessica zaczęła pracować nad nową płytą. Po wydaniu pierwszego singla „Boy Like Me”, piosenkarka rozpoczęła trasę koncertową. Zaraz po wydaniu singla pojawił się teledysk do piosenki. Na portalu MySpace.com opublikowany został drugi singiel z płyty „A Woman Needs”. Przed wydaniem płyty piosenkarka powiadomiła fanów, że to jest ostatnia jej płyta jako solowej wokalistki i skupi się tylko na pisaniu piosenek dla innych piosenkarzy. Płyta piosenkarki została wydana 16 marca 2010.

## Życie prywatne
4 lutego 2008 roku wyszła za skrzypka zespołu The Wreckers Jasona Mowery we Franklin w stanie Tennessee.

## Dyskografia

### Albumy
- Preface (2002)
- Stand Still, Look Pretty (The Wreckers) (2006)
- Way Back Home: Live at New York City (The Wreckers) (2007)
- A Woman Needs (2010)

### Single
- „The Good Kind” (2005)
- „I'm Feeling you” (Z płyty Santany All That I Am) (2005)
- „Leave The Pieces” (2006)
- „My, Oh My” (2006)
- „Tennessee” (2007)
- „Boy Like Me” (2009)
- „A Woman Needs” (2010)